# Humanos (banda)
Humanos foi um projecto musical português, constituído em 2004 com vista a interpretar temas inéditos do cantor português dos anos 80, António Variações.

## Descrição
A banda é constituída por: Camané, David Fonseca, Manuela Azevedo e Hélder Gonçalves dos (Clã), Nuno Rafael, João Cardoso (Bunnyranch) e Sérgio Nascimento. As vozes estiveram a cargo de Manuela Azevedo, Camané e David Fonseca. Os restantes membros estão ligados aos instrumentos musicais.
As músicas cantadas pelo grupo são de autoria de António Variações e tinham sido entregues  pelo seu irmão Jaime Ribeiro a David Ferreira, administrador da EMI, num caixote contendo diversas cassetes e bobinas que entretanto se 'tinham perdido' durante vários anos quando da mudança de instalações da empresa.
O seu CD de estreia Humanos foi um  grande êxito, tendo sido disco de platina.
O grupo deu dois concertos no Coliseu dos Recreios em Lisboa, mais tarde um concerto no Coliseu do Porto e outro no Festival Sudoeste. 
Em 4 de Dezembro de 2006, o projecto foi encerrado com o lançamento de um CD e um DVD duplo com o concerto ao vivo no Coliseu dos Recreios de Lisboa e um documentário sobre a banda, intitulado "Humanos - A Vida Em Variações", projeto realizado pelo cineasta António Ferreira, que acompanhou a banda ao longo de um ano.

## Discografia
- Humanos (2004)
- Humanos ao Vivo  (2006)